# ليت هوب
ليت هوب (أيضا ليت-هوب) هو شكل فني هجين يقوم يجمع الموضوعات من رواية القصص والادب التقليدي مع الموسيقى وشعر الهيب -هوب. يتم استخدام هذا التعريف احيانا ل تعبير عن وصف الادب المتأثر بموسيقى وثقافة الهيب هوب، ويتم استخدامه أيضا لوصف موسيقى الهيب هوب المتعلمة للغاية أو الغنائية المعقدة. تستخدم «ليت هوب» كاختصار لارتباط موضوعي بين الهيب هوب والادب.
تنسب «ليت هوب» للكاتب الكندي ومقيم الشعر الصوتي المعتمد على القرص الدوار وايد كومبتون  وبشكل منفرد إلى الاستاذ جامعة روتجرز والروائي آدم مانسباخ.
«ليت -هوب» وهو عنوان الالبوم مستقل ومنفرد لعام 2006 لفنان الراب الكندي بابا برينكمان.هتاف كندا! تسميه المجلة «عنوان الالبوم الممل» ولكن يعتبر انه يشيد بالالبوم باعتباره«ظهور ماهر ومتعدد الاستخدامات.» كان برينكمان أيضا يحاول تعريف «ليت-هوب» على انه نوع فرعي متعلم من موسيقى الهيب هوب عبر عروضه المباشرة وتسجيلات، وأيضًا تعديل الذي قام على موسيقى الراب لبيوولف وملحمة جلجامش وجيفري تشوسر حكايات كانتربري.
استخدم مغني الراب إم سي لارس مغني الراب بوست بانك نيردكور هذا المصطلح عدة مرات. يستخدمها في ربط أغنيته "تدفق مثل بو." يقدم إم سي لارس محاضرات حيث يستخدم موسيقى الراب الحديثة لتعليم الأدب الكلاسيكي. خلال جائحة كورونا، استخدم إم سي لارس ميزة البث المباشر على فيس بوك لتعليم الأدب في سلسلة يسميها «تامين مباشر ليت-هوب».